# Amsteltrein
| Amsteltrein      | Amsteltrein         |
| ---------------- | ------------------- |
| Amsteltrein 2019 |                     |
| Streckenlänge:   | 1,9 km              |
| Spurweite:       | 600 mm (Schmalspur) |
|                  |                     |

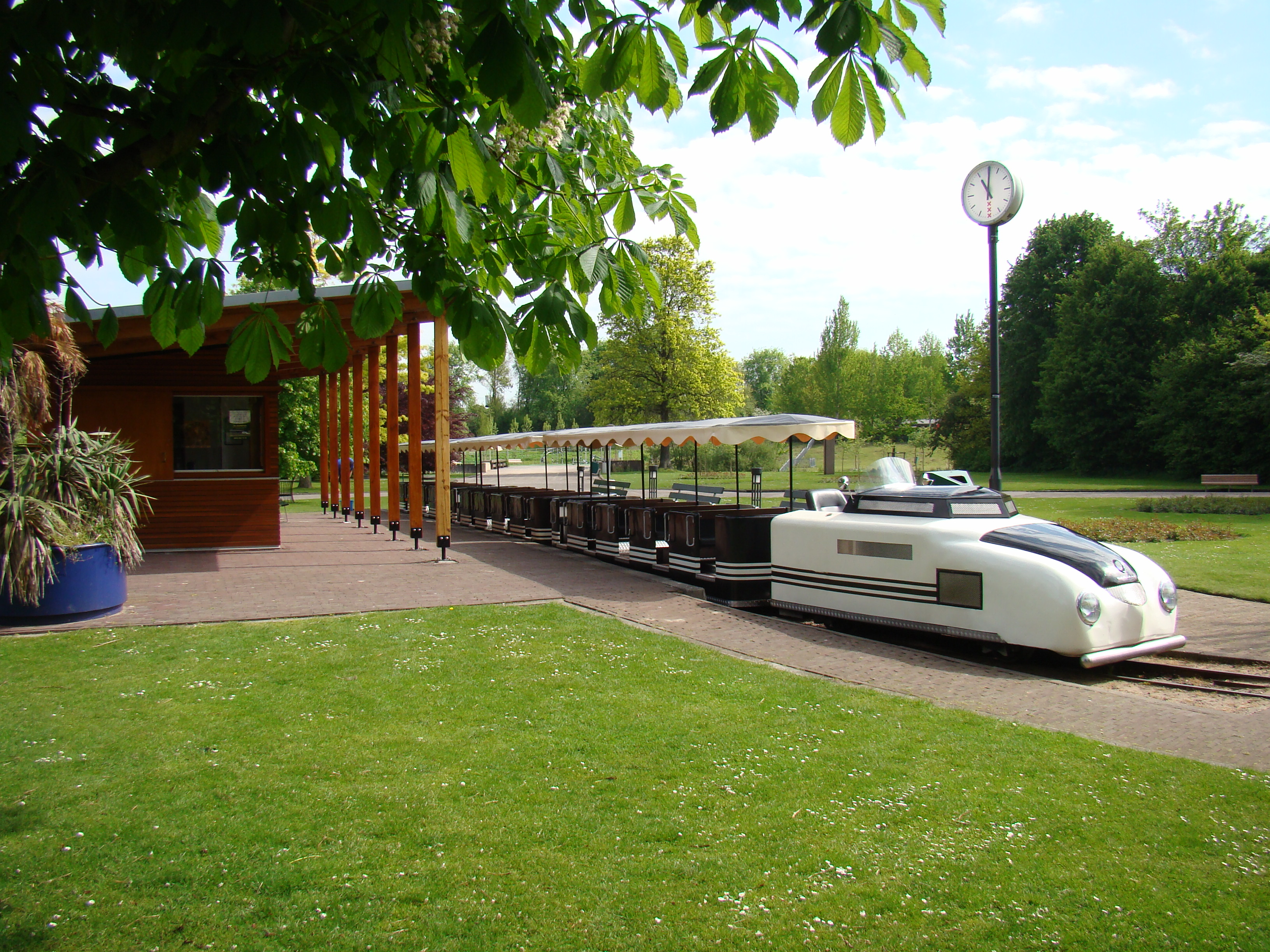
Der Amsteltrein 2010

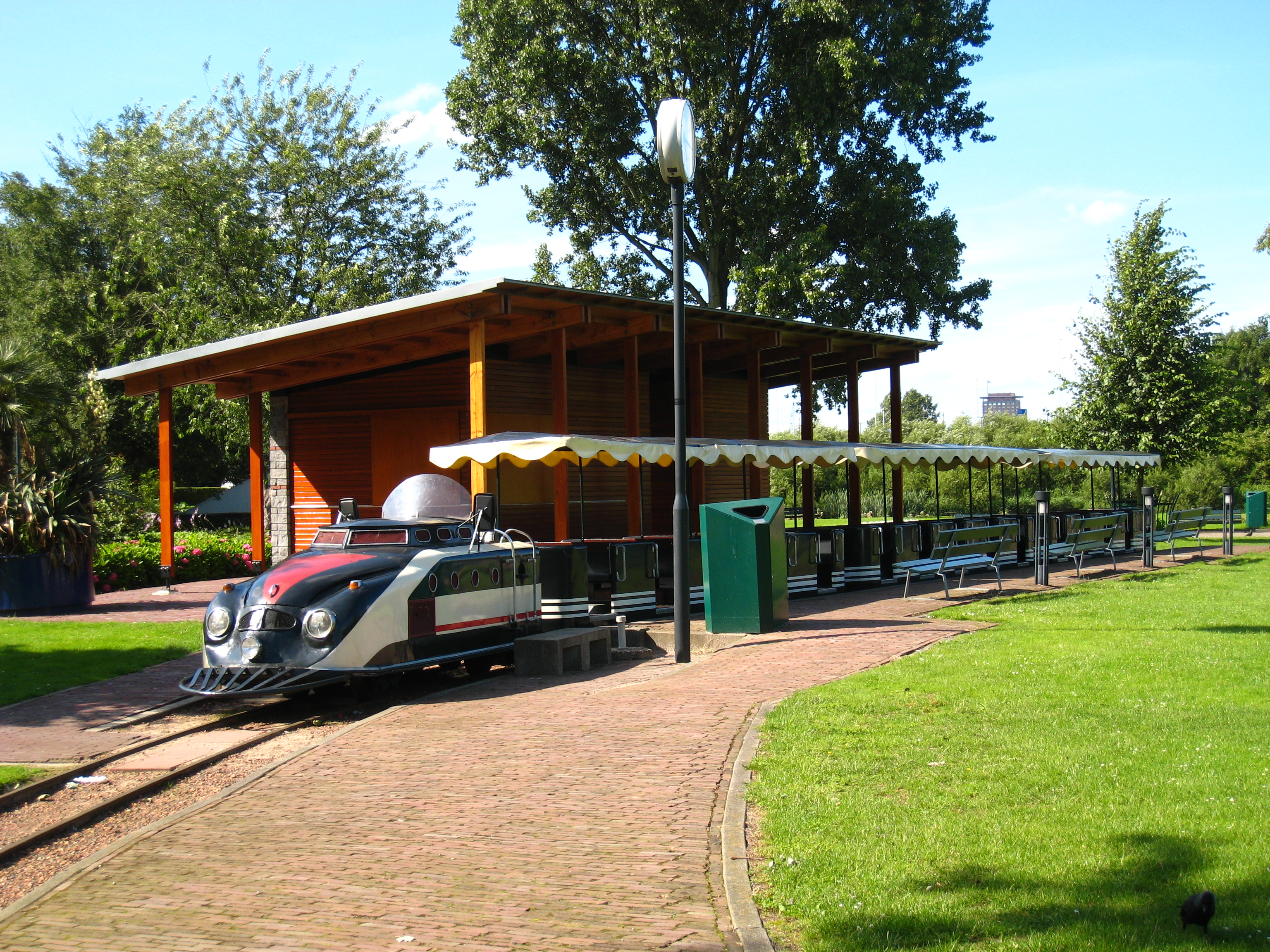
Der Amsteltrein in der Lackierung der 1990er Jahre

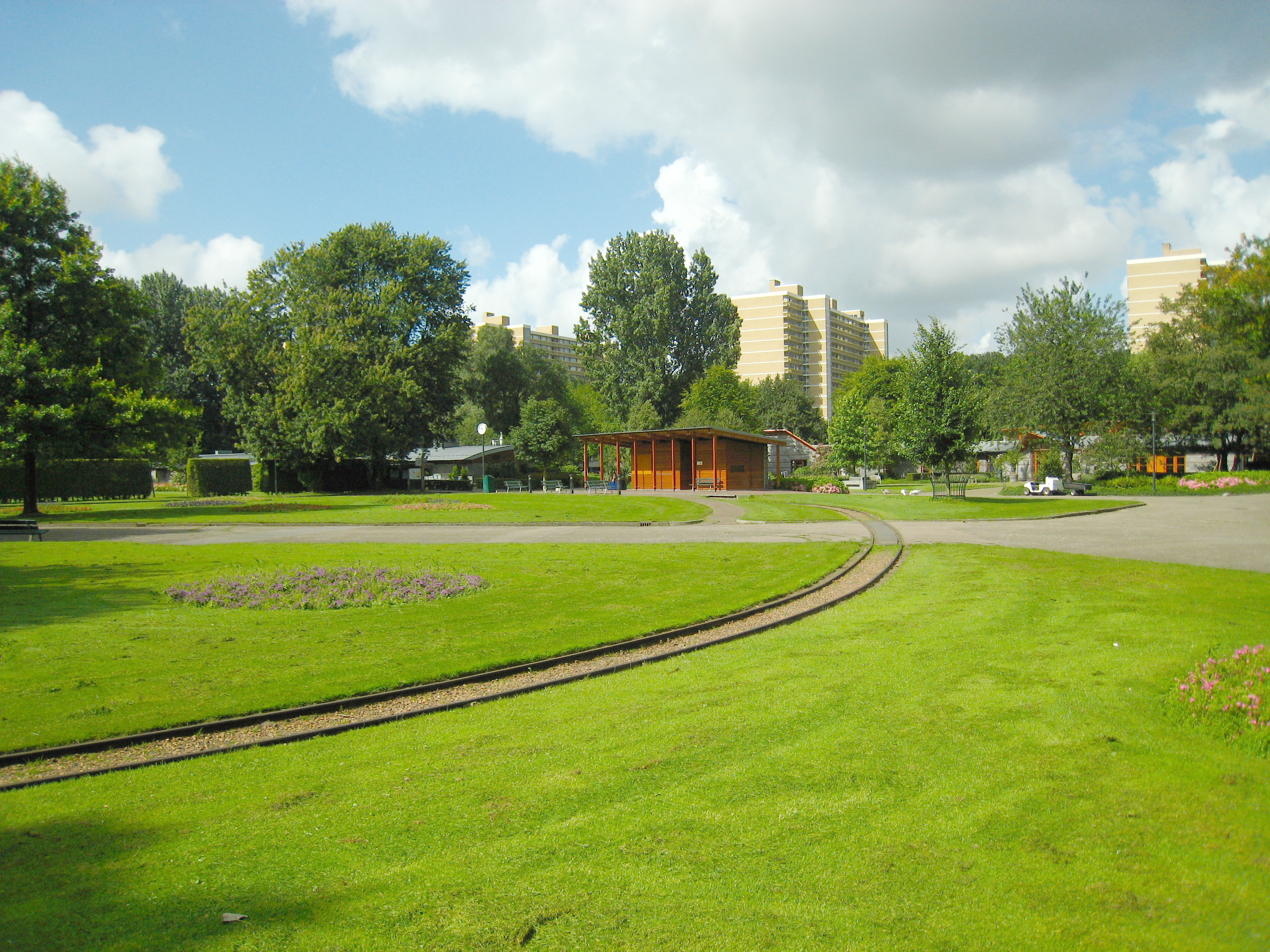
Gleis des Amsteltrein im Amstelpark

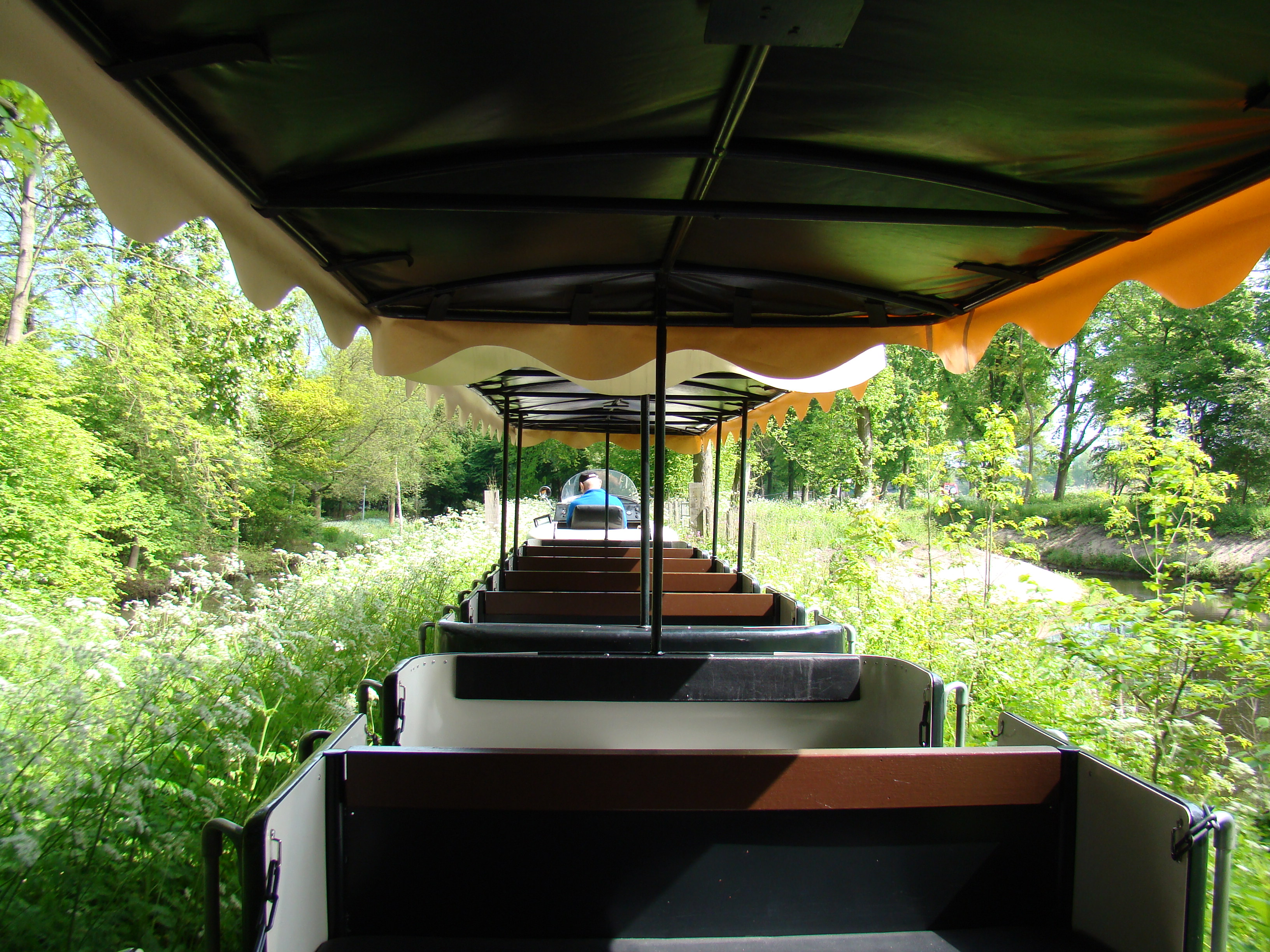
Rundfahrt mit dem Amsteltrein durch den Amstelpark

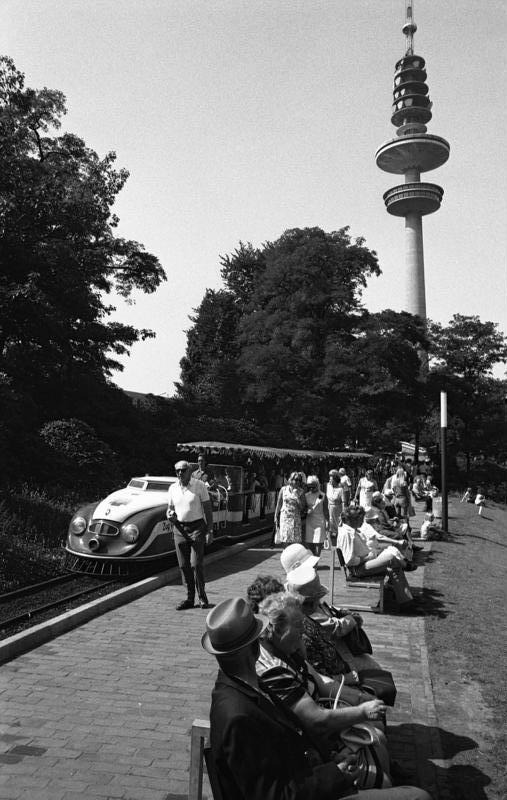
Der grüne Zug der ersten Bauserie 1973 in Hamburg

Der Amsteltrein ist eine Parkeisenbahn im Amstelpark in Amsterdam-Zuid. Die Bahn wurde zur Floriade 1972 angelegt.

## Gleisanlagen und Haltepunkte
Die Anlage ist eine Ringbahn, entlang der Attraktionen des Parks. Die Länge des Gleisrings beträgt rund 1,9 Kilometer. Die Spurweite beträgt 600 mm. Nach 1972 blieb der Amsteltrein, ebenso wie zahlreiche andere Besonderheiten des Parks, erhalten und verkehrt dort inzwischen seit rund viereinhalb Jahrzehnten.
Ein Haltepunkt des Zuges liegt nahe dem Haupteingang beim Europaboulevard im nördlichen Parkbereich. Ein weiterer Haltepunkt befindet sich an der Südseite des Parks. Der Kurs führt entlang des Rosariums, des Glazen huis (Gläsernen Haus), des Rhododendrontals, der Riekermolen (Riekermühle), der Parkgalerie Papillon und der Minigolfanlage Amstelpark. Die Rundfahrt dauert zirka 15 Minuten.
Die Bahn verkehrt jahreszeitenabhängig: täglich im Juli und August zwischen 11.00 und 17.00 Uhr. Von April bis Juni und im September fährt der Zug mittwochs bis sonntags. Im Winterhalbjahr von Oktober bis März liegt die Betriebszeit zwischen 11.00 und 16.00 Uhr, der Zug verkehrt dann nur mittwochs und an Wochenenden, im Dezember ausschließlich sonntags und witterungsabhängig.
Im östlichen Teil der Anlage befindet sich eine Gleisabzweigung zum Zugdepot. Das Depot ist als Rundbogenhalle ausgeführt.

## Fahrzeuge
Die Zuggarnitur besteht aus einer Porschelok und den erhaltenen originalen Wagen dazu. Die drei bedachten Wagen sind zur Seite hin offen und ermöglichen einen guten Blick in die Parkanlagen. Die Abgase der Diesellok werden mittels eines Schlauchs unter den Wagen hindurchgeleitet, so dass die Passagiere ihnen nicht ausgesetzt sind.

## Geschichte
Züge der Bauart des Amsteltreins wurden erstmals für die Bundesgartenschau 1959 in Dortmund entworfen und gebaut. Betrieben wurden sie von einer Gesellschaft des in Dortmund ansässigen Kaufmanns Henry Escher.
Der jetzige Amsterdamer Zug fuhr zunächst im Dortmunder Westfalenpark. Er stammt aus der ersten Baugeneration dieser Züge. 1972 verkehrte er zur Floriade im Amstelpark als Amsteltrein, war danach zur Internationalen Gartenbauausstellung 1973 in Hamburg eingesetzt, bevor er zurück nach Amsterdam kam.
Zur Floriade 1972 kamen mehrere Züge zum Einsatz. Ein hellgrün lackierter der ersten Baureihe, genau der, der noch immer auf der Ringbahn im Amstelpark fährt und zwei weitere, ein hellblau lackierter sowie ein gelber, beide aus späteren Baureihen dieser Züge. Während der Floriade waren die beiden Haltepunkte des Amsteltrein benannt: nahe dem Eingang Europaboulevard befand sich die Station Rosarium, im Süden die Station Molen. Die Station Rosarium war 1972 zweigleisig.
Zwei der Züge aus Amsterdam wurden im darauf folgenden Jahr in Hamburg eingesetzt. Die Gleisanlagen im Amstelpark blieben derweil erhalten. Sie waren ursprünglich innerhalb der Rasenflächen des Parks als Rasengleise ausgeführt.
In der Folge, spätestens ab 1975, wurden wieder zwei Züge im Amstelpark betrieben: der hellgrün lackierte, der bereits 1972 im Park verkehrte und ein weiterer Zug einer späteren Baureihe. 1975 wurde auch die Bezeichnung Amsteltrein (deutsch: Amstelzug) endgültig etabliert.
Anfang der 1990er Jahre wurden Lok und Wagen des zuvor hellgrünen Zuges in der Grundfarbe Schwarz lackiert, verziert mit roten und weißen Linien und Feldern. 2005/2006 erfolgte eine deutliche Veränderung der äußeren Erscheinung der Lok: aufgrund der Materialalterung wurde die Frontpartie verändert. Der dritte Scheinwerfer an der Spitze der Lok wurde nicht wieder hergestellt. Die je vier, an Bullaugen erinnernden, Öffnungen an den Seiten der Lok wurden durch Gitter ersetzt. Die Lok erhielt nun eine weiße Lackierung mit schwarzen Linien und Feldern. Auch der Wagen des Zuges erhielten eine neue, jetzt dunkelgrüne Lackierung mit weißen Zierstreifen.